# Микля, Дариус
Дариус Виорел Микля (рум. Darius Viorel Miclea; 18 мая 1975, Тыргу-Муреш, Румыния) — румынский футболист, защитник. В настоящее время — тренер по фитнесу в румынском клубе «Тыргу-Муреш».

## Клубная карьера
Начинал клубную карьеру в клубе «АСА Тыргу-Муреш» из его родного города. С 2000 по 2003 год выступал за «Решицу», за исключением 2002 года, когда был арендован клубом «Апулум Униря», который впоследствии выкупил права на футболиста. В 2004 году полгода провёл в аренде в венгерском «Ломбард Папа Термале». В начале 2006 года играл за УТА-Арад. Летом 2006 года перебрался в азербайджанский клуб «Шахдаг» из города Кусары, за который в сезоне 2006/2007 года провёл 10 матчей, забитыми мячами не отметившись. После чего вернулся в Румынию, где выступал за «Сэчеле», «Газ Метан» из Тыргу-Муреша и «Арьешул». Завершал же профессиональную карьеру в 2011 году в «Воинте» из Сибиу.

## Тренерская карьера
После окончания профессиональной футбольной карьеры в июле 2011 года был назначен одним из помощников Александру Перичи в «Тыргу-Муреш», однако вскоре покинул клуб. С февраля по июнь 2013 года работал тренером в «Рымнику-Вылче». С марта 2014 года тренер по фитнесу в «Тыргу-Муреше».

## Личная жизнь
После трёх месяцев выступления в Кусарах, где дом Дариуса располагался близ мечети заинтересовался азаном, впоследствии общения с Зейналабдином Гусейновым в последние дни священного месяца Рамадан в октябре 2006 года принял ислам.